# Robert Stadler (Abt)

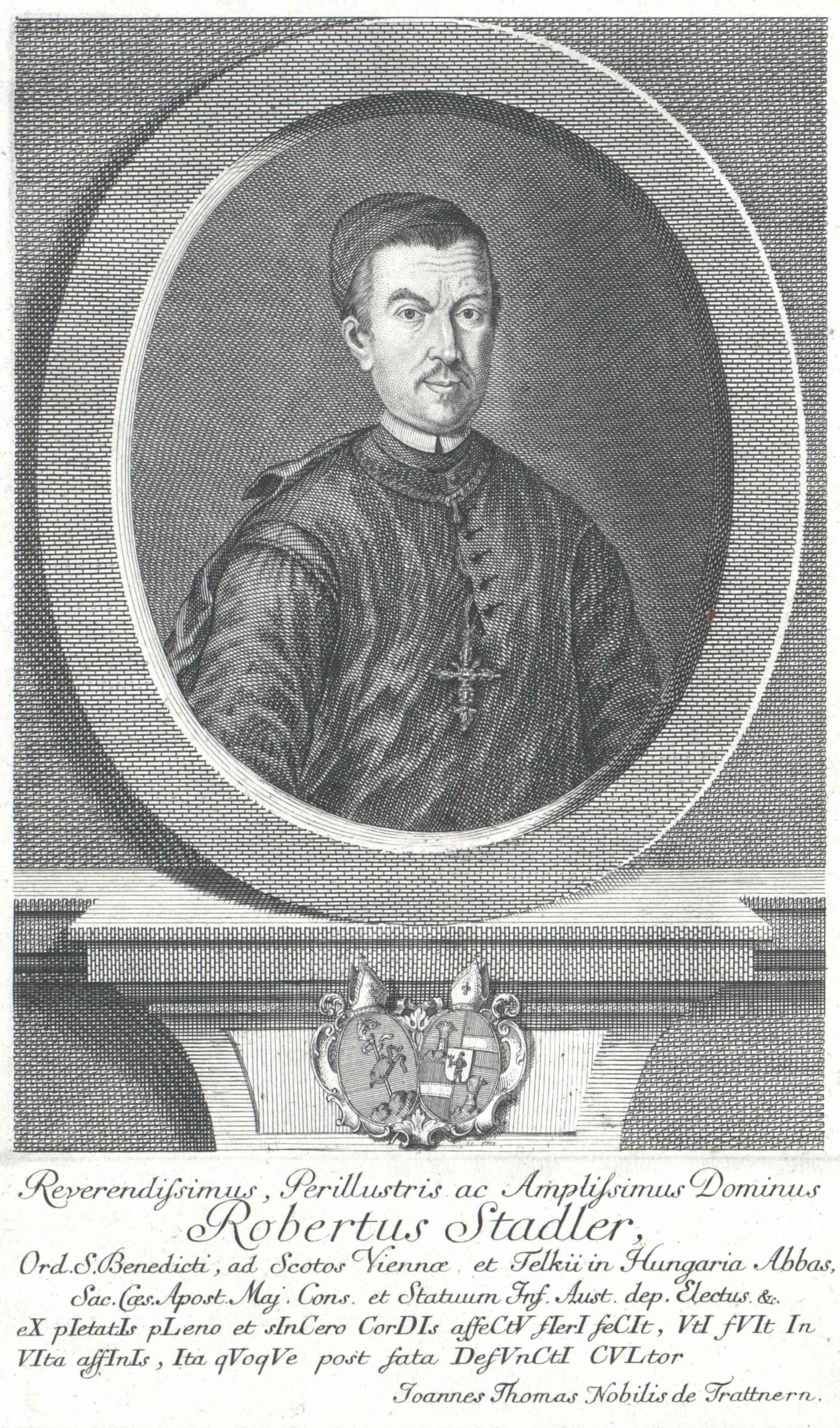
Abt Robert Stadler

Robert Stadler OSB (* 19. Februar 1706 in Wien; † 4. Januar 1765 ebenda) war ein österreichischer Benediktiner sowie Abt des Wiener Schottenstiftes.

## Leben

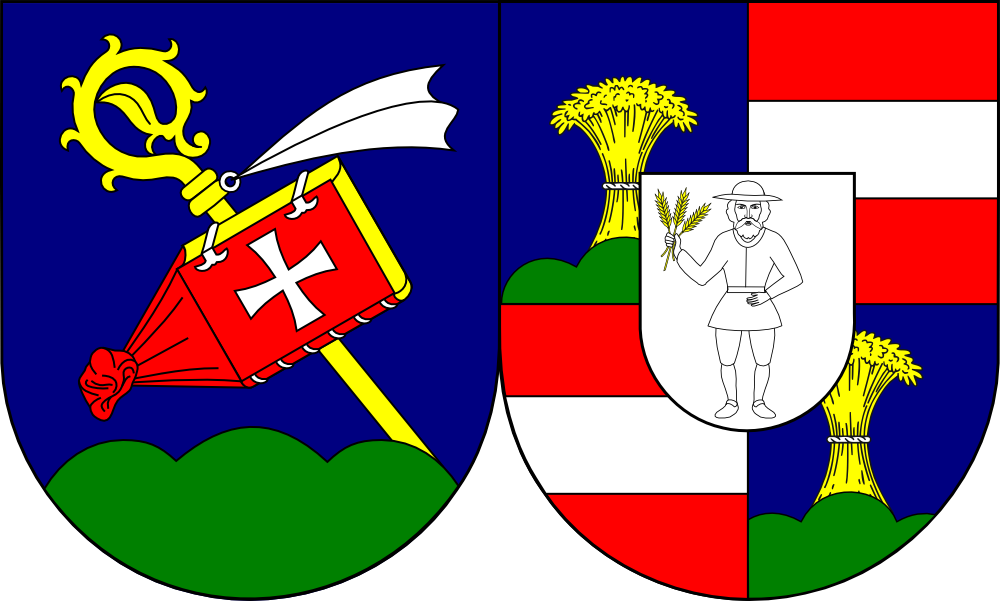
Wappen des Abtes Robert Stadler

Stadler trat 1724 in die Wiener Schottenabtei ein, wo er im folgenden Jahr seine Profess ablegte und 1730 zum Priester geweiht wurde. Zunächst wirkte er einige Jahre als Professor für Philosophie an der Stiftsschule, dann wurde er Prediger und Kurat an der Stiftskirche. 1749 berief ihn Abt Karl Fetzer zum Subprior des Klosters und Pfarrer der Stiftspfarre.
Nach dem Tod Fetzers wurde Stadler 1750 zum Abt des Schottenstifts gewählt. 
Als solcher gelang ihm die Sanierung des verschuldeten und finanziell stark angeschlagenen Klosters. Die Schottenhöfe, den ausgedehnten Gebäudekomplex um das Stift, ließ er 1754 – nicht zuletzt zur Steigerung der Mietzinseinnahmen – um einen Trakt erweitern. Im ungarischen Jenö (heute Budajenö), das zur Abtei Telki gehörte, die seit 1702 im Eigentum des Schottenstifts stand, veranlasste er 1755 den Neubau der Pfarrkirche. Der Wiener Erzbischof Christoph Anton von Migazzi betraute Stadler 1759 mit der Visitation des durch Zwietracht gespaltenen Wiener Benediktinerklosters Montserrat (Schwarzspanierkloster).